# Uis
Uis je naselje v regiji Erongo v Namibiji. Spada v volilno enoto Dâures. Je v nekdanjem Damaralandu in je znano po lokalnem mineralnem bogastvu. Naselje ima približno 3600 prebivalcev in preden se je "vas" spremenila v "naselje" leta 2010, je imelo v lasti 10 km² zemljišč.
Je ob vznožju pogorja Brandberg z najvišjo goro v Namibiji. Na njej je svetovno znana skalna slika Bela dama, ki naj bi bila stara več kot 20.000 let. Naselje je ob C36, glavni cesti med obalo in Damaralandom v notranjosti, tako da je promet najpomembnejša gospodarska dejavnost. Ima majhen supermarket, gostišča, pekarno in bencinsko črpalko, nekaj drugih manjših trgovin.

## Rudarstvo
Nemška kolonialna družba (Deutsche Kolonialgesellschaft) je leta 1911 na območju današnjega Uisa odkrila večje zaloge kositra.
August Stauch, ki je pred tem odkril diamante, je leta 1923 kupil nahajališča kositra v Uisu, Usakosu, Karibibu in Omaruruju in ustanovil podjetje Namibski rudnik za kositer (Namib Tin Mines Ltd.)  Med veliko krizo niso kopali. Leta 1938 je rudnik kupilo podjetje Krupp AG zaradi razširitve v prihodnosti. Izbruh druge svetovne vojne leto pozneje je onemogočil uresničitev načrta.
Rudnik je bil najprej prodan Angusu Munru, ki pa je umrl nekaj pozneje v letalski nesreči, kar je spet zavrlo nadaljnji razvoj izkopavanja kositra.
Rudniška kositrna družba (Tin Mining Company) je bila ustanovljena leta 1951. Naselje je nastalo leta 1958 kot prebivališče rudniških delavcev. Kopati je začela ISCOR, južnoafriška rudarska družba in je tudi povečala proizvodnjo. Uspešnost je bila odvisna od cene na svetovnem trgu.  Beli rudniški nasipi so še vedno vidni od daleč.
Na začetku leta 1990 je bila cena kositra na svetovnem trgu zelo nizka, tako da se je proizvodnja v Uisu močno zmanjšala. Leta 1991 so glavni rudnik zaprli, ker je cena kositra padla tako nizko, da bi bilo nadaljnje kopanje nedonosno. Uis je takrat skoraj čez noč postal mesto duhov. Namibijska vlada je leta 1996 naselje spremenila v vas. V istem letu je poslovnež Albert Weitz kupil nekdanje stavbe in odprl tovarno opeke. Poleg tega so se razvile številne turistične dejavnosti, odprli so koče, prenočišča in trgovine s spominki, tako da je prihodnost Uisa, čeprav omejena, obetavna.
Po zaprtju rudnikov je postalo okolje prijaznejše. Ena največjih odprtih jam je bila trajno poplavljena in je zdaj znana kot jezero Uis.
Nekaj dela opravljajo tu še danes. Tehnologija se je dovolj izboljšala, da bi bilo vredno ponovno obdelati že izkopano rudo, ki je bila prvotno zavržena. Majhen predelovalni obrat je v bližini starih rudniških odlagališč. Rudo predelajo in obogatijo, nato pa odpeljejo v Walvis Bay za izvoz. Uis lahko postane mesto duhov, če bi rudarjenje povsem  zamrlo. 
V Uisu še vedno pridobivajo kamnine in minerale. Namibija je bogata z minerali in geologi prihajajo z vsega sveta na študij sem zaradi zanimive geologije in ker kar na tleh ležijo redke kamnine, ni treba na vrh gora ali globoko pod zemljo.